# 2010年の道路
2010年の道路（2010ねんのどうろ）とは、2010年（平成22年）に起こった道路関係の出来事をまとめたページである。
2009年の道路 - 2010年の道路 - 2011年の道路

## 出来事の一覧

### 2月
- 2日
  - （無料化社会実験）  前原誠司国土交通相（当時）が高速道路無料化の社会実験路線となる37路線50区間を発表し6月を目途に実施。
- 27日
  - （開通）  国道468号 首都圏中央連絡自動車道 海老名JCT - 海老名IC (1.9 km)

### 3月
- 6日
  - （開通）  北海道縦貫自動車道 名寄バイパス（現・名寄美深道路） 智恵文IC - 美深IC (3.1 km)
  - （開通）  東関東自動車道 茨城空港北IC - 茨城町JCT (8.8 km)
- 9日
  - （開通）  五條新宮道路 川津道路 吉野郡十津川村川津 - 吉野郡十津川村高津 (0.7 km)
- 13日
  - （開通）  上越魚沼地域振興快速道路 三和安塚道路 浦川原IC - 安塚IC (4.7 km)
- 14日
  - （開通）  北海道縦貫自動車道 幌富バイパス 幌延IC - 豊富サロベツIC (10.9 km)
  - （IC供用）  阪和自動車道 和歌山北IC
  - （開通）  東広島呉自動車道 高屋JCT・IC - 上三永IC (4.4 km)
  - （開通）  東九州自動車道 曽於弥五郎IC - 末吉財部IC (11.1 km)
- 18日
  - （IC供用）  東名高速道路 富士川スマートIC（名古屋方面入口）
- 19日
  - （JCT化）  鹿児島東西幹線道路 鹿児島東西道路 鹿児島IC
  - （IC供用）  鹿児島東西幹線道路 鹿児島東西道路 田上IC
- 20日
  - （IC供用）  第二京阪道路 京田辺松井IC
  - （PA供用）  第二京阪道路 京田辺PA
  - （拡幅）  第二京阪道路 京田辺松井IC - 枚方東IC (2.4 km) (4車線→6車線)
  - （開通）  第二京阪道路 枚方東IC - 門真JCT (16.9 km)
  - （拡幅）  近畿自動車道 門真JCT - 大東鶴見IC (1.0 km) (4車線→6車線)
  - （無料開放）  草津沼田有料道路 全線 (3.0 km)
  - （開通）  小郡萩道路 美東大田道路 美祢東JCT - 十文字IC (0.6 km)
  - （無料開放）  萩有料道路 全線 (1.1km)
  - （開通）  国道497号 西九州自動車道 佐々佐世保道路 相浦中里IC - 佐世保中央IC (5.0 km)
  - （開通）  国道497号 西九州自動車道 佐世保道路 佐世保中央IC - 佐世保みなとIC (2.9 km)
- 21日
  - （開通）  国道45号 三陸自動車道 宮古南IC - 宮古中央IC (4.8 km)
- 22日
  - （開通）  国道45号 三陸自動車道 登米IC - 登米東和IC (5.0 km)
- 24日
  - （開通）  岡山環状道路 岡山西バイパス 岡山市北区西長瀬 - 岡山市北区野殿西町 (1.2 km)
- 27日
  - （開通）  仙台北部道路 利府しらかし台IC - 富谷JCT (6.6 km)
  - （IC供用）  金沢外環状道路 金沢東部環状道路 神谷内IC
  - （開通）  山陰自動車道 益田道路 遠田IC - 久城IC (1.7 km)
  - （開通）  四国横断自動車道 宇和島道路 宇和島南IC - 津島高田IC (7.8 km)
- 28日
  - （開通）  国道450号 旭川紋別自動車道 上川天幕出入口 - 浮島IC (10.0 km)
  - （IC廃止）  国道450号 旭川紋別自動車道 上川天幕出入口
  - （開通）  国道468号 首都圏中央連絡自動車道 川島IC - 桶川北本IC (5.7 km)
  - （開通）  首都高速中央環状線 大橋JCT - 西新宿JCT (4.3 km)
  - （開通）  日本海東北自動車道 荒川胎内IC - 神林岩船港IC (7.1 km)
  - （IC供用）  北陸自動車道 南条スマートIC（米原方面側出入口）
  - （開通）  国道1号 北勢バイパス 四日市市広永町（伊勢湾岸自動車道 みえ朝日IC） - 四日市市大矢知町（四日市市道大矢知富田線） (1.6 km)
  - （開通）  国道1号 北勢バイパス 四日市市大矢知町（三重県道64号上海老茂福線） - 四日市市垂坂町（四日市市道垂坂1号線） (0.9 km)
  - （開通）  鳥取自動車道 佐用JCT - 大原IC (10.9 km)
  - （開通）  鳥取自動車道 河原IC - 鳥取IC (9.7 km)
- 29日
  - （拡幅）  新4号国道 春日部古河バイパス 春日部市立野 - 春日部市倉常 (2.5 km) (2車線→4車線)
- 31日
  - （PA供用）  東海北陸自動車道 飛驒白川PA
  - （拡幅）  四国横断自動車道 中村宿毛道路 四万十市古津賀 (0.4 km) (2車線→4車線)
  - （路線廃止）  鹿児島県道273号加世田停車場線[1]
  - （路線廃止）  鹿児島県道339号川口薩摩湯田停車場線[1]

### 4月
- 1日
  - （無料開放）  稲城大橋有料道路 全線 (1.9 km)
  - （無料開放）  飛騨美濃有料道路 全線 (2.9 km)
  - （無料開放）  平戸大橋有料道路 全線 (1.1 km)
  - （無料開放）  生月大橋有料道路 全線 (1.1 km)
- 16日
  - （開通）  中和幹線 大和高田市土庫 - 大和高田市池尻 (0.7 km)
  - （開通）  中和幹線 桜井市金屋 - 桜井市三輪松之本 (1.5 km)
  - （開通）  中和幹線 桜井市慈恩寺 - 桜井市外山 (1.2 km)
- 17日
  - （開通）  北関東自動車道 佐野田沼IC - 岩舟JCT (5.3 km)
  - （無料開放）  新大利根橋有料道路 全線 (2.4 km)
- 24日
  - （開通）  国道468号 首都圏中央連絡自動車道 つくば中央IC - つくばJCT (4.3 km)
- 26日
  - （開通）  広島都市高速2号線 温品JCT - 仁保JCT (5.9 km)
  - （開通）  広島都市高速3号線 宇品出入口 - 吉島出入口 (2.2 km)

### 5月
- 18日
  - （料金制度）  前原誠司国土交通相（当時）が6月に実施するとしていた高速道路の新料金制度の延期を発表、高速道路無料化の社会実験路線は予定通り実施。

### 6月
- 28日
  - （一部高速道路無料化）  全国37路線50区間において高速道路無料化社会実験開始（2011年3月31日まで）。

### 7月
- 15日
  - （PA供用）  国道45号 三陸自動車道 船河原PA（下り線・宮古方面のみ）
- 16日
  - （拡幅）  阪和自動車道下り線 海南IC - 有田IC (9.8 km) (1車線→2車線)
- 17日
  - （開通）  東九州自動車道 高鍋IC - 西都IC (12.1 km)
- 31日
  - （開通）  盛岡秋田道路 角館バイパス 仙北市角館町小勝田 (2.0 km)

### 8月
- 1日
  - （無料開放）  紀の川河口大橋 全線 (0.5 km)
- 20日
  - （開通）  阿南安芸自動車道 北川奈半利道路 野友IC - 芝崎IC (1.3 km)
- 27日
  - （開通）  南薩縦貫道 川辺道路 南九州川辺ダムIC - 南九州神殿IC (4.0 km)

### 9月
- 4日
  - （開通）  名古屋高速4号東海線 山王JCT - 六番北出入口 (2.8 km)
- 15日
  - （開通）  中部内陸高速道路 驪州JCT - 北驪州IC (17.6 km)

### 10月
- 1日
  - （無料開放）  途中トンネル有料道路 全線 (0.5 km)
- 5日
  - （無料開放）  日野水口有料道路 全線 (7.0 km)
- 20日
  - （開通）  首都高速神奈川6号川崎線 大師JCT - 殿町出入口 (2.0 km)
- 22日
  - （フルJCT化）  国道45号 三陸自動車道 利府JCT（仙台北部道路 利府しらかし台IC方面 ⇔ 三陸自動車道 利府塩釜IC方面）
  - （拡幅）  岡山自動車道上り線 賀陽IC ⇒ 総社PA (4.8 km) (1車線→2車線)
- 23日
  - （立体化）  国道23号 豊橋バイパス下り線 神野新田IC ⇒ 豊川橋南IC (2.8 km)
- 25日
  - （拡幅）  湖南高速道路 参礼IC - 論山JCT (17.1 km) (4車線→6・8車線)
- 30日
  - （拡幅）  国道153号 足助バイパス 豊田市富岡町下切 - 豊田市富岡町日向 (1.1 km)

### 11月
- 6日
  - （立体化）  国道23号 豊橋バイパス上り線 豊川橋南IC ⇒ 神野新田IC (2.8 km)
- 26日
  - （拡幅）  岡山自動車道下り線 総社PA ⇒ 賀陽IC (4.8 km) (1車線→2車線)
- 27日
  - （IC供用）  長野自動車道 梓川スマートIC
  - （開通）  尾道自動車道 尾道JCT - 世羅IC (19.2 km)
- 28日
  - （開通）  国道45号 三陸北縦貫道路 中野バイパス（現・岩泉道路） 岩泉龍泉洞IC - 鵜の巣断崖IC (4.7 km)

### 12月
- 1日
  - （無料開放）  大分空港道路 全線 (22.9 km)
  - （無料開放）  大野川大橋有料道路 全線 (1.1 km)
  - （無料開放）  米良有料道路 全線 (2.0 km)
- 4日
  - （開通）  東九州自動車道 門川IC - 日向IC (13.9 km)
- 12日
  - （開通）  山陰近畿自動車道 余部道路 余部IC - 香住IC (5.3 km)
- 15日
  - （IC供用）  北九州都市高速5号線 東田出入口
- 18日
  - （IC供用）  東北自動車道 上河内スマートIC（青森方面側出入口）
  - （IC供用）  東北自動車道 那須高原スマートIC（青森方面側出入口）
  - （IC供用）  東北自動車道 大衡IC
  - （開通）  阪神高速31号神戸山手線 湊川JCT - 神戸長田出入口 (1.8 km)
- 19日
  - （開通）  国道45号 三陸自動車道 唐桑道路 只越出入口（唐桑半島IC） - 館出入口（唐桑小原木IC） (3.0 km)
- 20日
  - （路線認定）  鹿児島県道320号百次木場茶屋線[2]
- 28日
  - （開通）  順天-完州高速道路 西南原IC-全州JCT (65.6 km)